# Smith Bluff (Heard)
Das Smith Bluff ist ein steiles, 65 m hohes Kliff auf der Insel Heard im südlichen Indischen Ozean. Es ragt am Kopfende der Winston-Lagune auf und wurde durch den Rückzug des Winston-Gletschers freigelegt. 
Der Namensgeber ist nicht überliefert. Vermutlicher Namensgeber ist der Pilot Malcolm Donald Smith (1921–1948), der am 28. September 1948 im Rahmen einer von 1947 bis 1948 dauernden Kampagne der Australian National Antarctic Research Expeditions bei einem Flugzeugabsturz auf Heard ums Leben kam.